# 유회진
유회진(1958년~2011년 11월 10일)은 대한민국의 공학자이자 자선가이다. 미혼에 자녀와 형제가 없는 상태에서 암이 발병해 시한부 선고를 받자 전재산을 서울대학교에 기증했으며, 그 유산으로 300동 유회진학술정보관이 개관하였고, 버스정류장의 명칭이 변경되어 대학에 있는 시내버스 정류장의 명칭에 그 이름이 붙은 사람이 되었다.

## 판례
전 재산을 기부한다 약정하고 숨졌지만 별도로 사망보험금을 기부한다고 유언이나 증서에 적지는 않았다. 이때문에 재판이 열렸고 서울대가 보험금까지 기부받은 것은 아니라는 결정이 나왔다.